# اوون ژن
اوون ژن (انگلیسی: Owen Gene؛ زادهٔ ۱۹ مارس ۲۰۰۳) بازیکن فوتبال است.